# Cristian Castro
Cristian Sainz Castro (Ciudad de México, 8 de diciembre de 1974), conocido por su nombre artístico Cristian Castro, es un cantante y actor mexicano.
En su más de treinta años de carrera ha vendido más de 10 millones de discos y ha sido acreedor de más de sesenta y cinco discos de oro y treinta y un discos de platino. Ha publicado cerca de veinte álbumes y cantado en los recintos más importantes de Latinoamérica, Estados Unidos y España.
Reconocido tempranamente por su poderosa voz y su capacidad para el falsete y los tonos altos, Juan Gabriel calificó a Castro como "el hombre con más facultades para cantar en México".
Es hijo de los actores Verónica Castro y Manuel "El Loco" Valdés, y sobrino de los actores Ramón Valdés y Germán "Tin-Tan" Valdés.

## Biografía
Durante su infancia ingresó en el ambiente artístico, realizando obras musicales, teatrales, participando en telenovelas incluso como protagonista, y programas de radio. Se puede decir que su carrera artística se inició a los 6 años, puesto que a esa edad participa en la telenovela El derecho de nacer y al poco tiempo, bajo la guía de su mamá, su tía Beatriz y su abuela, también logra ser locutor de radio y tener su propio programa; La hora de Christian, debutando como cantante con la canción «El gallito feliz» que incluyó en su primer disco titulado Kristian y sus pollitas.
Posteriormente intervino en el festival Juguemos a Cantar y en la comedia musical Mame, por la que fue galardonado con los premios Heraldo, Palmas de Oro y la distinción otorgada por la Asociación Nacional de Críticos de Teatro de México, como Mejor actor infantil de 1983.
Con 12 años formó una banda de rock llamada Deca, sin mayor impacto. En 1989 debutará en el Festival OTI de la Canción representando de manera impecable el tema «16 diciembres»; y aunque al poco tiempo decide retomar su faceta de actor en la telenovela Las secretas intenciones (1992), producida por Lucy Orozco.

## Carrera musical

### 1992-1996: Años con Fonovisa
A los 16 años comenzó sus estudios formales de canto con maestros como Seth Riggs, reconocido por entrenar la voz de Michael Jackson y Emilio Pérez Casas Beltrán, director y maestro de canto operístico.[cita requerida]
Ya en el año 1991, vendió su automóvil modelo '82 y agotó sus ahorros para grabar su álbum debut: Agua nueva (1992), con aquel recordado hit «No podrás», que sonó a nivel continental. Posteriormente, Un segundo en el tiempo, su segundo álbum de estudio, salió al mercado el 20 de julio de 1993. De allí, el tema «Nunca voy a olvidarte» lo puso entre los principales charts, le dio varios premios, y por primera vez le valió una nominación al Latin Grammy. Con su tercer álbum de estudio, El camino del alma (1994), alcanzó el primer lugar de popularidad gracias al tema «Mañana», de Juan Gabriel[cita requerida], pero, tras ofrecer conciertos por América Latina y acumular varios reconocimientos, entre ellos el Premio Lo Nuestro a la Mejor Canción por «Nunca voy a olvidarte» en 1994, Mejor Artista Masculino en la categoría Regional Mexicana en 1994 y Premio Especial Jóvenes con Legado, decide tomarse un descanso de los escenarios y las grabaciones discográficas para estudiar dirección cinematográfica en la ciudad de Nueva York.
En 1995, participa en el álbum compilatorio Boleros: por amor y desamor con canciones escritas y producidas por Jorge Avendaño Luhrs, allí graba "Vuélveme a querer", quien llega al número 2 en el Hot Latin Tracks y al número 1 en el Latin Pop Airplay.

### 1997-2004: Época con Sony BMG
Con su quinto álbum de estudio, Lo mejor de mí (1997), producido por Rudy Pérez, rompió récord de ventas, premios, listas de popularidad y semanas de permanencia en las emisoras de toda Latinoamérica, Estados Unidos y España. Todos los sencillos de este álbum consiguieron el primer lugar en Billboard, llegando incluso a competir entre sí por los primeros lugares de preferencia, y en otras importantes listas de la industria con canciones como: «Si tú me amaras», «Amaneciendo en ti», «Lloran las rosas» y «Después de ti... qué?». Este álbum también es nominado a los Billboard Latin Music Awards y conquistaría, prácticamente, los premios más relevantes de la música, siendo reconocido en gran cantidad de países con discos de Oro, Platino y Doble Platino.
En 1998 participó en el doblaje y en la banda sonora de la versión en español de la película de Disney, Mulan, con dos canciones («Tu corazón» y «Hombres fuertes de acción serán hoy» como Shang). Con este envión, realizó una seguidilla de trabajos excelentes bajo la dirección de importantes productores, como Kike Santander y Emilio Estefan, todos con altísimo suceso. Concretamente, el 1 de junio de 1999 sale al mercado Mi vida sin tu amor plagado de éxitos como «Alguna vez», «Volver a amar», «Mi vida sin tu amor», «Por amarte así» y «Ángel». Además incluye un tema de su composición llamado «Verónica» en dedicatoria a su madre. En diciembre de ese año participa en un tributo al actor Anthony Quinn donde compartió créditos con Whitney Houston, Mariah Carey y Michael Bolton. También es elegido para interpretar el Himno Mexicano en la última pelea box del milenio de Óscar de la Hoya en Las Vegas.
Posteriormente, Cristian gana nuevamente un premio `Lo Nuestro´ esta vez como `mejor trayectoria juvenil´ y realiza conciertos en México, Puerto Rico, Miami, Nueva York y Los Ángeles. También recibe el premio `Tu Música´ al mejor artista masculino de balada latina y suma varias nominaciones más al Grammy Latino, una Gaviota de Plata, máximo galardón por aquel entonces del Festival Internacional de la Canción de Viña del Mar, y grabaciones junto a la banda irlandesa Westlife y al músico Carlos Santana. En esta misma línea, su siguiente álbum titulado Azul (2001) se convierte rápidamente en un fenómeno, obteniendo numerosos discos de platino y oro en España y en la mayoría de los países latinoamericanos. Incluso, en 2002, luego de una aclamada presentación en la Fiesta Broadway de Los Ángeles, da comienzo a una exitosa gira que lo lleva a recorrer casi todos los países de América y la península ibérica, colocando definitivamente al cantante mexicano dentro del más alto nivel de los artistas latinos.
El 30 de septiembre de 2003 sale al mercado Amar es, producido por Emilio Estefan, Jr., se clasificó dentro de los Top Five Latin Chart y el tema «No hace falta» se colocó en el primer puesto de las principales estaciones de radio en Estados Unidos y Latinoamérica. Otro éxito fue «Te llamé». El 23 de noviembre de 2004 sale a la venta Hoy quiero soñar, bajo la producción de dos viejos amigos de Cristian, los talentosos Rudy Pérez y Kike Santander. Con él volvió al estilo de canciones que lo hicieron triunfar en anteriores trabajos musicales como «Lo mejor de mi» y «Mi vida sin tu amor», esta vez con un toque mexicano. Del disco se desprendieron los siguientes éxitos: «Te buscaría» (que consiguió el primer lugar del Billboard latino), «Una canción para ti», «Que me van a hablar de amor», «Imagina» y «Atrévete».

### 2005-2011: Años con Universal Music Latino

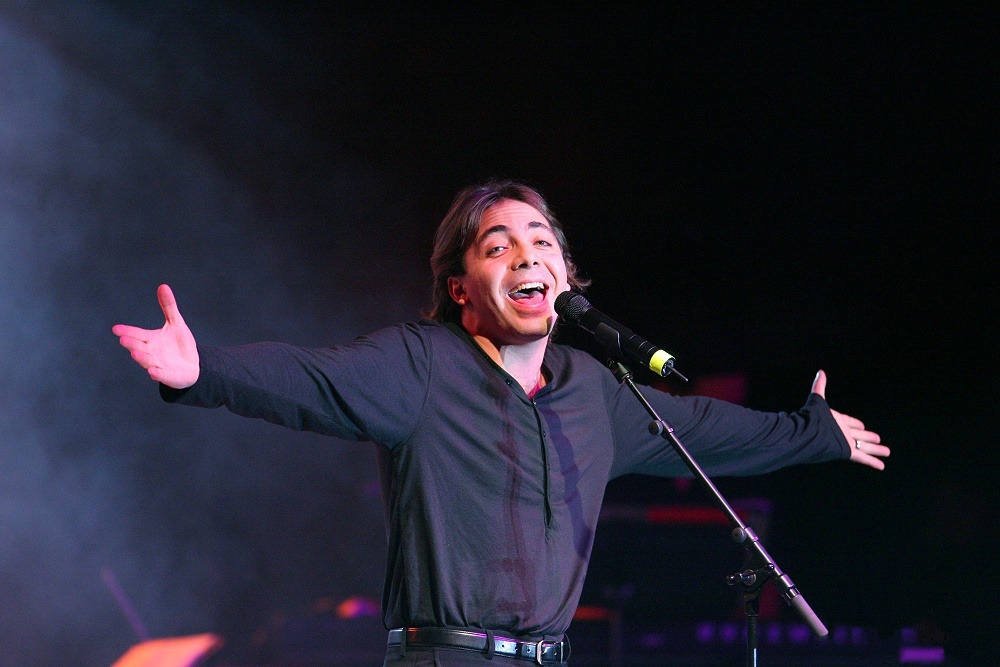
Cristian Castro en concierto en el Chumash Casino Resort en Santa Ynez, California, 29 de junio de 2006

Entre 2005 y 2007, Cristian edita dos discos más: Días felices y El indomable, mientras que el 28 de abril de 2009 lanza al mercado El culpable soy yo. Esta última producción sería, hasta ese momento, la más ambiciosa de su carrera en cuanto al nivel artístico y musical, ya que había contado con ayuda de productores notables, de la talla de AB Quintanilla III, Armando Ávila, Kiko Cibrián y Christian Leuzzi. Pero los éxitos serían aún mayores a partir de 2008, ya que tras cantar en los Premios Grammy Latino durante el homenaje a José José, a quién considera como su padrino artístico, lanza, también en su honor, la edición de sus 13° y 14° álbumes de estudio: Viva el Príncipe (en 2010) y Mi amigo el Príncipe (en 2011)
Viva el Príncipe cuenta con ventas certificadas como disco de diamante en México; cuádruple platino en Estados Unidos y Puerto Rico y oro en Colombia, Venezuela y Centroamérica. Por otra parte, el segundo álbum tributo continuará la cosecha de éxitos que le precedieron, recibiendo disco de oro y platino en su primera semana en el mercado al vender más de 100 000 copias y ubicándose entre los más vendidos de la lista Top Latin Albums Billboard. Esto le permitió estar nuevamente nominado en los premios más importantes de la industria musical (destacándose el Latin Grammy y la obtención del Premio Oye 2012 al mejor solista masculino pop) y también llevarse varios reconocimientos internacionales, como el del Consejo de la ciudad de Los Ángeles y el de Billboard, quien lo ubica como el tercer artista de más alto rango en la historia de la revista Billboard Latin Songs y el Artista Pop Latino de 2011.

### 2012-2014: ÁlbumesPrimera fila
En el 2012, recibió doble reconocimiento en los Latin Billboards, como mejor artista pop masculino y mejor solista POP, por su álbum Viva el Príncipe lanzado al mercado en 2010. Siendo el mejor intérprete de la música de José José según palabras del mismo. A principios de 2012 fue el intérprete del tema «Dame la llave de tu corazón» para la telenovela argentina Lobo. Meses después, participó en el disco tributo a Selena Enamorada de ti con el dueto de la canción «Como la flor» junto con la voz de la propia Selena. En otro sentido, grabó «Buenos días amor» a dueto con Karlos Rose, «Amarte» a dueto con Henry Santos el mismo año y «Todo en tu vida» a dueto con la chilena Myriam Hernández. En el mes de septiembre se grabó el disco 1.ª Fila de Gigi D´Alessio, donde Cristian hace su participación en el tema «Abre tus brazos». En octubre se lanzó el disco Celebrando al Príncipe donde Universal Music puso fin a su contrato con el complemento de la trilogía a José José, este disco incluye temas como «Pero me hiciste tuyo», y «Mi vida».
Después de ventas decepcionantes de álbumes con Universal Latin Entertainment, Castro regresó a Sony Music. Para su primer álbum con Sony desde Hoy quiero soñar, Castro grabó un álbum en vivo titulado Primera Fila: Día 1 que contiene grabaciones en vivo de sus conocidas canciones, así como canciones originales. El álbum incluye colaboraciones de varios artistas, incluidos Reik, Ha*Ash, Leonel García y Verónica Castro. El álbum fue lanzado bajo el sello Sony Music Latin el 2 de abril de 2013. A comienzos del año 2014, mostró su otra faceta en la música, junto con el exguitarrista de Maná, César "Vampiro" López formaron el grupo de rock alternativo La Esfinge, con el cual lanzó su disco debut El cantar de la muerte. El 1 de abril de 2014, lanzó Primera fila: Día 2, que igual que su antecesor, este disco grabado en vivo recoge temas inéditos, nuevas versiones de temas anteriores. El tema «Déjame conmigo» compuesto por Mario Domm, integrante de Camila, se lanzó como promocional del disco, y su videoclip se publicó el 14 de febrero de 2014.

### 2016-presente:Dicen
En 2015 presentó el tema «Tan cerquita» en colaboración con Aleks Syntek que logra posicionarse en el Top 20 de la lista de clasificación de Monitor Latino.
El 30 de septiembre de 2016, lanzó su álbum Dicen.. Fue producido por el inglés Warren Huart y el cubano Yotuel Romero. «Decirte adiós»; el primer sencillo del álbum, se lanzó a finales del mes de agosto de 2016 y fue mezclado por Manolo Marroquín, mientras que el segundo sencillo fue «Simplemente tú», elegido también como tema principal de la telenovela Simplemente María, transmitida por Televisa.

## Vida personal
Se casó por primera vez en el año 2003 con la paraguaya Gabriela Bó, hija de una acaudalada familia de ese país. Pero este matrimonio solo duró un año, culminando con un divorcio en julio de 2004 en Miami.
Poco después se reconcilió con su anterior novia, la argentina Valeria Liberman, abogada de profesión. La pareja se casó al poco tiempo de reencontrarse. El 16 de junio de 2005 nace su hija Simone, y el 5 de diciembre de 2007 nace su hijo Mikhail Zaratustra. Pero, tras haber estado tres años casado, en 2009 nuevamente se ve implicado en un juicio de divorcio, que finalmente marcaría la culminación de dicha unión matrimonial. Posteriormente se desarrollarán ciertas controversias en cuanto a la custodia de los hijos, que se resuelven cuando los mismos quedan a cargo de la madre, estableciendo visitas periódicas de Cristian, quien nunca ha perdido el contacto ni el afecto para con ellos.
Logró el acercamiento con su padre, Manuel "El Loco" Valdés, después de toda una vida sin conocerlo, logrando apenas a los treinta años tener el primer contacto con él.
El 23 de mayo de 2017, Cristian contrajo matrimonio por tercera vez en su vida con Carol Victoria Urban Flores en Yucatán, en una hacienda llamada Xcanatún, pero esta unión solo duró 28 días. Su ruptura se produjo durante la luna de miel.

## Estilo
Interpreta canciones del género pop latino, balada románticas, boleros y canciones melódicas, en general, aunque también ha incursionado en géneros como ranchera, cumbia, salsa, rock latino, merengue y mariachi. Los autores que participan en sus composiciones son: Kike Santander, Gustavo Santander, Rudy Pérez (en el disco Lo mejor de mí), Ariel "El Bebe" Giménez y Brian Papadopulos (su guitarrista) quien colaboró en El Túnel del Tiempo, Yo Quería, Lloviendo estrellas y Cupido.
Es de público conocimiento su fanatismo por la música heavy metal y por ciertas bandas de rock alternativas. Incluso se realizó en la espalda un tatuaje en homenaje a la banda estadounidense de metal progresivo Tool, de quien es confeso admirador. Siguiendo con esta línea, en septiembre de 2011, Cristian creó un divertido video con mun2 donde presentó su vida secreta como metalero y llegó a grabar una publicidad para una conocida marca de gaseosa cola, retratando sarcásticamente su gusto por este tipo de música. Al respecto, en 2014 dio un giro radical a su carrera hacia ese género roquero con su proyecto "La Esfinge".
El 7 de enero de 2023, lanza junto al grupo argentino de metal bizarro Asspera, una versión metalera de su tema "Lloviendo estrellas".

## Filmografía

### Cine
- Mulan (voz, 1998)

### Telenovelas
- Las secretas intenciones (1992) - Miguel Ángel Curiel
- Mi segunda madre (1989) - Rubén
- Herencia maldita (1986) - Armando Rojas (niño)
- El derecho de nacer (1981) - Alberto Limonta (niño)

### Series
- Run Coyote Run (2018) Temporada 2 -Cristian Castro

## Discografía
Álbumes de estudio
- 1992: Agua nueva
- 1993: Un segundo en el tiempo
- 1994: El camino del alma
- 1996: El deseo de oír tu voz
- 1997: Lo mejor de mí
- 1999: Mi vida sin tu amor
- 2000: Remixes
- 2001: Azul
- 2002: Grandes hits
- 2003: Amar es
- 2004: Hoy quiero soñar
- 2005: Días felices
- 2007: El indomable
- 2009: El culpable soy yo
- 2010: Viva el Príncipe
- 2011: Mi amigo el Príncipe
- 2013: Primera fila
- 2016: Dicen...
- 2018: Mi tributo a Juan Gabriel

## Premios y reconocimientos
1983
- Mejor Actor Infantil (Asociación nacional de críticos de México)

1992
- TV cantante revelación masculina (Premios TV y Novelas)

1993
- Premio Eres
- Galardón a los Grandes (Siempre en Domingo)

1994
- «Nunca voy a olvidarte»: “Tema del año” (Premios Lo Nuestro)
- «Nunca voy a olvidarte»: “Canción del Año” (Billboard)
- Reconocimiento de la ONU por la canción «Nunca voy a olvidarte»

1996
- “Mejor Artista Masculino” en la categoría regional mexicana (Premios Lo Nuestro)
- “Mejor canción del año”: «Vuélveme a querer» (Billboard)

1998
- “Mejor canción del año”: «Lo mejor de mi» (Billboard)

2000
- “Gaviota de Plata” (Viña del Mar)
- “Mejor Artista Masculino de Banda Latino” (Premios Tu Música)
- “Mejor Trayectoria Juvenil” (Premios Lo Nuestro)

2002
- “Mejor Intérprete” (Premios Lo Nuestro)
- “Mejor Artista del Año” (Billboard)
- “Antorcha de Plata” (Viña del Mar)

2004
- “Antorcha de Plata” (Viña del Mar)

2008
- Máximo Orgullo Hispano, otorgado por Las Vegas International Press Association, por su trayectoria artística y por la venta de millones de discos en esa ciudad.

2009
- Premio Casandra

2011
- “3.er Cantante de Habla Hispana más destacado en la historia del Billboard”
- La ciudad de Los Ángeles lo destacó por sus altas ventas con “Mi Amigo el Príncipe”
- Reconocimiento de la ciudad de Santa Elena, Ecuador

2012
- “Mejor Artista Masculino Pop” (Premios OYE)
- “Mejor Artista Masculino” (Billboard)
- “Mejor Balada” (Lunas del Auditorio)
- Reconocimiento del gobierno del Estado de Guerrero

2014
- Premio Cadena Dial[cita requerida]